# Ornithogalum graminifolium
Ornithogalum graminifolium är en sparrisväxtart som beskrevs av Carl Peter Thunberg. Ornithogalum graminifolium ingår i släktet stjärnlökar, och familjen sparrisväxter. Inga underarter finns listade i Catalogue of Life.